# ECW December to Dismember
ECW December to Dismember est une manifestation télédiffusée de catch visible uniquement en paiement à la séance.
Il n'a eu que deux éditions de ce PPV : la première en 1995, à la ECW originelle, avant de disparaitre. Il a été réactivé le temps d'une année, en 2006, par la World Wrestling Entertainment, pour la ECW.

## Historique
|  | Pay-per-view exclusif à la ECW |

| Événement                        | Date            | Ville                        | Lieu              | Main Event |
| -------------------------------- | --------------- | ---------------------------- | ----------------- | --- |
| December to Dismember (1995)     | 9 décembre 1995 | Philadelphie (Pennsylvanie.) | ECW Arena         | The Public Enemy, The Pitbulls, et Tommy Dreamer vs The Heavenly Bodies, The Eliminators, Raven, et Stevie Richards dans un Ultimate Jeopardy Steel Cage match.  |
| ECW December to Dismember (2006) | 3 décembre 2006 | Augusta                      | James Brown Arena | Bobby Lashley vs The Big Show (c) vs Rob Van Dam, vs Hardcore Holly vs CM Punk vs Test dans une Extreme Elimination Chamber match pour le ECW World Championship |